# OR6C75
OR6C75‏ (Olfactory receptor family 6 subfamily C member 75) هوَ بروتين يُشَفر بواسطة جين OR6C75 في الإنسان.